# Гранатула-де-Калатрава
Гранатула-де-Калатрава (ісп. Granátula de Calatrava) — муніципалітет в Іспанії, у складі автономної спільноти Кастилія-Ла-Манча, у провінції Сьюдад-Реаль. Населення — 926 осіб (2010).
Муніципалітет розташований на відстані близько 180 км на південь від Мадрида, 26 км на південний схід від Сьюдад-Реаля.

## Демографія
Динаміка населення (INE ):

## Галерея зображень

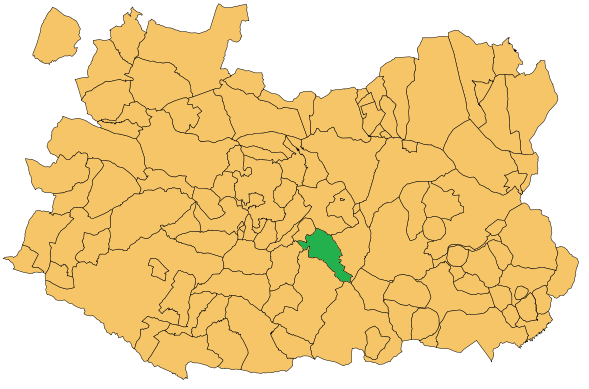
Розташування муніципалітету у провінції Сьюдад-Реаль